# Confini della Svizzera

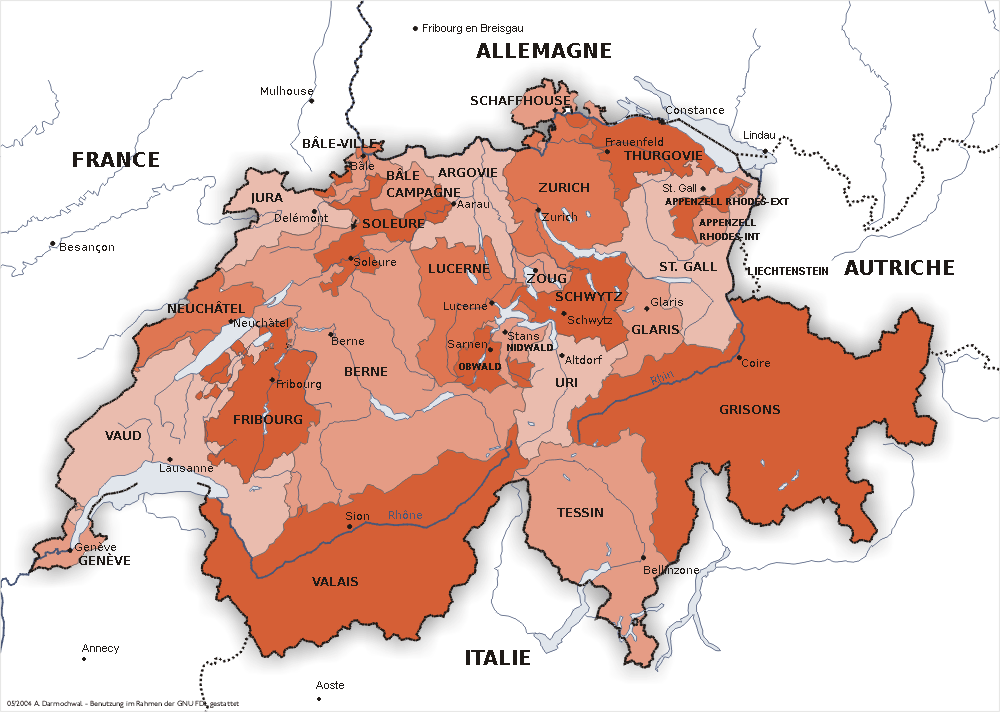
Cartina della Svizzera che mette in evidenza la sua suddivisione in cantoni ed i suoi confini.

I Confini della Svizzera sono le frontiere internazionali che delimitano la Svizzera con gli stati vicini. Essi sono cinque e si stendono per un totale di 1.852 km.

## Elenco
| Paese confinante | Lunghezza (km) | Cantoni svizzeri interessati                                                       |
| ---------------- | -------------- | ---------------------------------------------------------------------------------- |
| Germania         | 334            | Argovia, Basilea Campagna, Basilea Città, Sciaffusa, Turgovia, Zurigo              |
| Austria          | 164            | Grigioni, San Gallo                                                                |
| Francia          | 573            | Basilea Campagna, Basilea Città, Ginevra, Giura, Neuchâtel, Soletta, Vallese, Vaud |
| Liechtenstein    | 41             | Grigioni, San Gallo                                                                |
| Italia           | 740            | Grigioni, Ticino, Vallese                                                          |

## Triplici frontiere

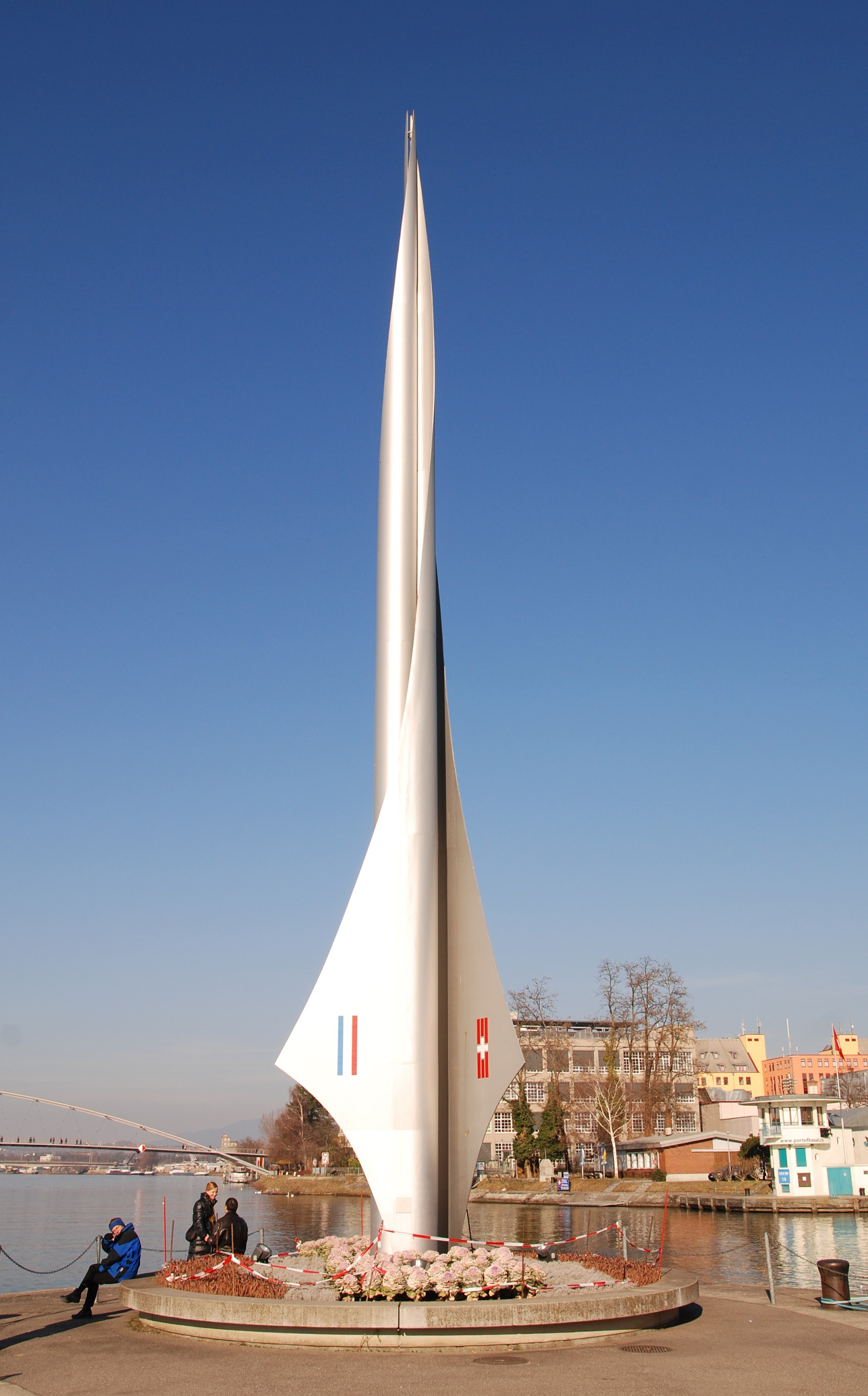
La triplice frontiera a Basilea.

La Svizzera è interessata da sei triplici frontiere:
| nome             | coordinate              | nazioni coinvolte                | confini                                                                 |
| ---------------- | ----------------------- | -------------------------------- | ----------------------------------------------------------------------- |
| Passo di Resia   | 46.855064°N 10.469663°E | Austria, Italia, Svizzera        | Austria - Italia • Austria - Svizzera • Italia - Svizzera               |
| Naafkopf         | 47.060706°N 9.607153°E  | Austria, Liechtenstein, Svizzera | Austria - Liechtenstein • Austria - Svizzera • Liechtenstein - Svizzera |
| [ 3 ]            | 47.269722°N 9.530278°E  | Austria, Svizzera, Liechtenstein | Austria - Svizzera • Austria - Liechtenstein • Liechtenstein - Svizzera |
| Lago di Costanza | 47.523768°N 9.62358°E   | Austria, Germania, Svizzera      | Austria - Germania • Austria - Svizzera • Germania - Svizzera           |
| Basilea          | 47.589722°N 7.589167°E  | Francia, Germania, Svizzera      | Francia - Germania • Francia - Svizzera • Germania - Svizzera           |
| Monte Dolent     | 45.922865°N 7.04386°E   | Francia, Italia, Svizzera        | Francia - Italia • Francia - Svizzera • Italia - Svizzera               |